# Megingaudo di Gheldria
Megingaudo di Gheldria (920 circa – Gheldria, 997) fu conte di Zutphen.

## Biografia
Non si sa nulla della nascita e della giovinezza di Megingaudo, ma sembrerebbe essere originario di Gheldria, nell'attuale länder del Nord Reno-Vestfalia, attorno alla quale la sua famiglia possedeva grandi tenute, così come vicino a Bonn e nella contea di Avalgau. Sembrerebbe provenire dalla bassa nobiltà, poiché i diplomi reali lo menzionano semplicemente come nobilis vir. A volte, nelle fonti viene indicato come comes (conte/Graf). Sposò Gerberga, figlia del conte palatino di Lotaringia Goffredo e nipote del re dei Franchi Occidentali Carlo III il Semplice e dell'arcivescovo di Colonia Wicfrido.
Megingaudo e Gerberga ebbero cinque figli:
- Goffredo (attorno al 960-† 976/977 in Boemia);
- Irmintrude, che sposò Eriberto di Wetterau;
- Alvera;
- Bertrada († prima del 1002 a Colonia), badessa del monastero di Santa Maria in Campidoglio di Colonia;
- Adelaide (tra il 965 e il 970 a Geldria-† probabilmente 1015 a Colonia), badessa del monastero di Vilich.

In qualità di sostenitore del duca di Baviera Enrico I e oppositore del dominio ottoniano in Lotaringia, Megingaudo si schierò e combatté dalla parte di Enrico nella disputa contro il re dei Franchi Orientali Ottone I probabilmente già nella prima ribellione del 939 e sicuramente nella seconda del 941. Dopo la repressione della rivolta, dovette fuggire per scampare alla pena capitale, ma fu costretto a rinunciare a tutti i suoi beni. Dopo la nuova sottomissione di Enrico al fratello Ottone, anche Meginguado si riappacificò con il sovrano e venne reintegrato nella sua posizione con un diploma 18 luglio 944.
Nel 976 o 977 Goffredo, unico figlio maschio ed erede, cadde in battaglia contro i Boemi. In sua memoria, nel 978 Megingaudo e sua moglie Gerberga fondarono un monastero femminile a Vilich (nei pressi di Bonn) accanto a una chiesetta risalente all'VIII o al IX secolo, probabilmente fino a quel momento utilizzata come cappella cimiteriale. Nel 987 il monastero divenne un monastero imperiale e ricevette privilegi speciali. Poiché la figlia Bertrada era già badessa del monastero di Santa Maria in Campidoglio di Colonia, i genitori affidarono alla loro figlia più giovane Adelaide il compito di guidare il monastero, divenendone la prima badessa.
Dopo la fondazione del monastero, Megingaudo si ritirò a Geldria per il resto della sua vita. Quando morì, le sue ossa furono traslate nel monastero di Vilich.